# Chiliotrichinae
Chiliotrichinae je podtribus glavočika,  dio tribusa Astereae.. Sastoji se od deset južnoameričkih rodova.

## Rodovi
1. Llerasia Triana (14 spp.)
2. Nardophyllum (Hook. & Arn.) Hook. & Arn. (6 spp.)
3. Aylacophora Cabrera (1 sp.)
4. Cabreraea Bonif. (1 sp.)
5. Chiliophyllum Phil. (1 sp.)
6. Chiliotrichiopsis Cabrera (3 spp.)
7. Lepidophyllum Cass. (1 sp.)
8. Chiliotrichum Cass. (3 spp.)
9. Haroldia Bonif. (1 sp.)
10. Katinasia Bonif. (1 sp.)